# Parikia
Parikia är en ort i Grekland.   Den ligger i prefekturen Kykladerna och regionen Sydegeiska öarna, i den sydöstra delen av landet, 160 km sydost om huvudstaden Aten. Parikia ligger 1 meter över havet och antalet invånare är 5 812. Den ligger på ön Paros.
Terrängen runt Parikia är kuperad åt sydost, men västerut är den platt. Havet är nära Parikia åt nordväst.  Parikia är det största samhället i trakten. Trakten runt Parikia består till största delen av jordbruksmark.